# Пісня завжди з нами
«Пісня завжди з нами» — радянський український музичний фільм 1975 року Віктора Стороженка, у головній ролі — Софія Ротару, а також український вокально-інструментальний ансамбль «Червона рута». У фільмі брали участь балетна група Київського мюзик-холу та танцювальний ансамбль «Смеречина».
У фільмі прозвучали пісні українською, румунською та російською мовами:
1. Колиска вітру (муз. В. Івасюк, сл. Б. Стельмах)
2. Лебединая верность (муз. Є. Мартинов, сл. А. Дємєнтьєв)
3. Гуси, гуси (муз. Б. Ричков, сл. Л. Дербеньов та І. Шаферан)
4. Балада про дві скрипки (муз. В. Івасюк, сл. В. Марсюк)
5. Пісня буде поміж нас (муз. і сл. В. Івасюк)
6. Кленовий вогонь (муз. В. Івасюк, сл. В. Івасюк та Ю. Рибчинський)
7. Чичері — ВІА «Червона рута» (українська народна пісня)
8. Воспоминание (муз. Б. Ричков, сл. І. Кохановський)
9. Iubirea mea târzie (Моя пізня любов) (муз. І. та П. Теодоровичи, сл. Є. Чунту)
10. Твои следы (муз. А. Бабаджанян, сл. Є. Євтушенко)
11. Скажи, що любиш (муз. Н. Рота, сл. С. Кочерга)
12. Балада про мальви (муз. В. Івасюк, сл. Б. Гура)
13. Верни мне музыку (муз. А. Бабаджанян, сл. А. Вознесенський)
14. Тільки раз цвіте любов (муз. В. Івасюк, сл. Б. Стельмах)

Фільм був знятий на тлі українських Карпат у селі Плоска на Путильщині.